# 博多通りもん

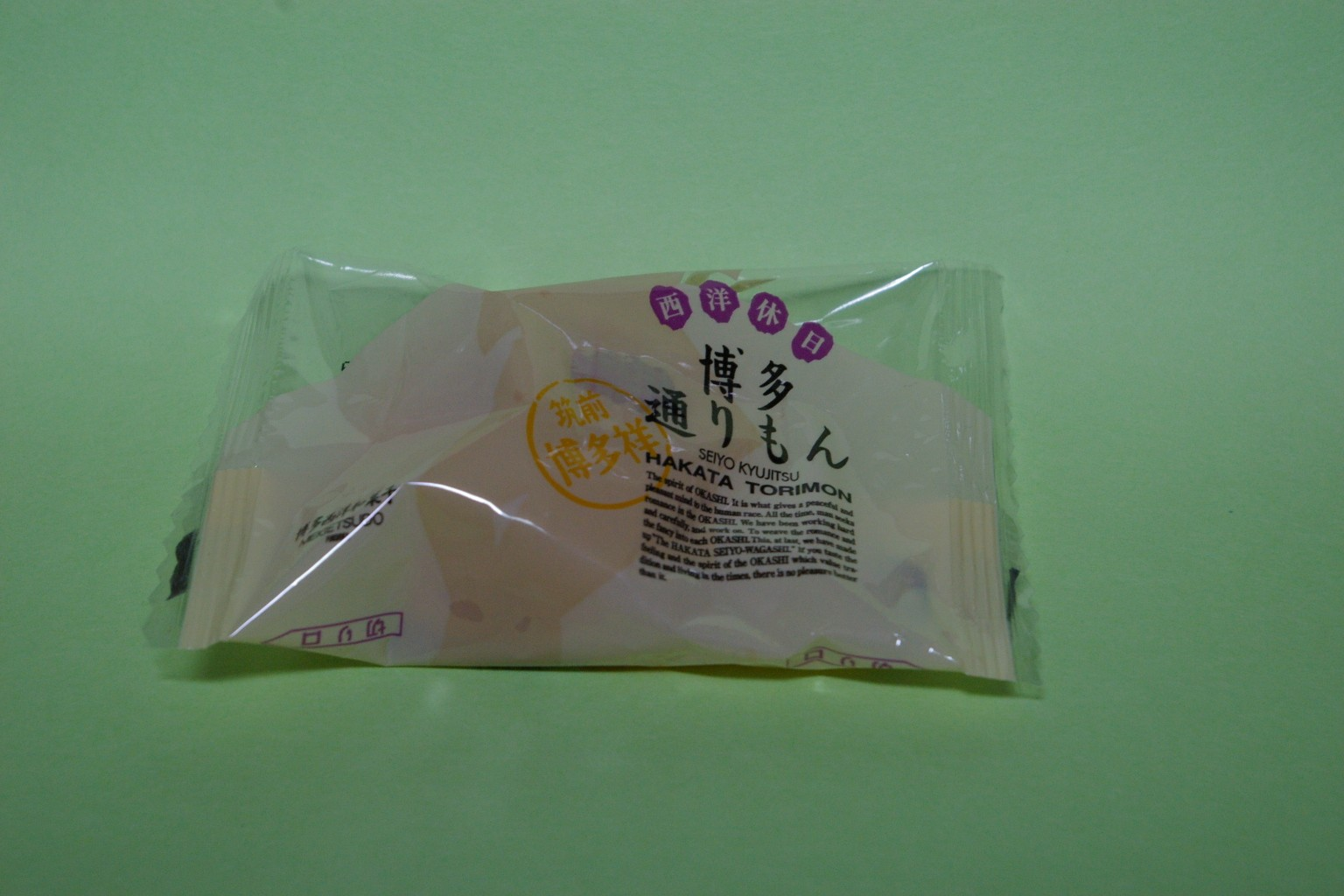
梱包

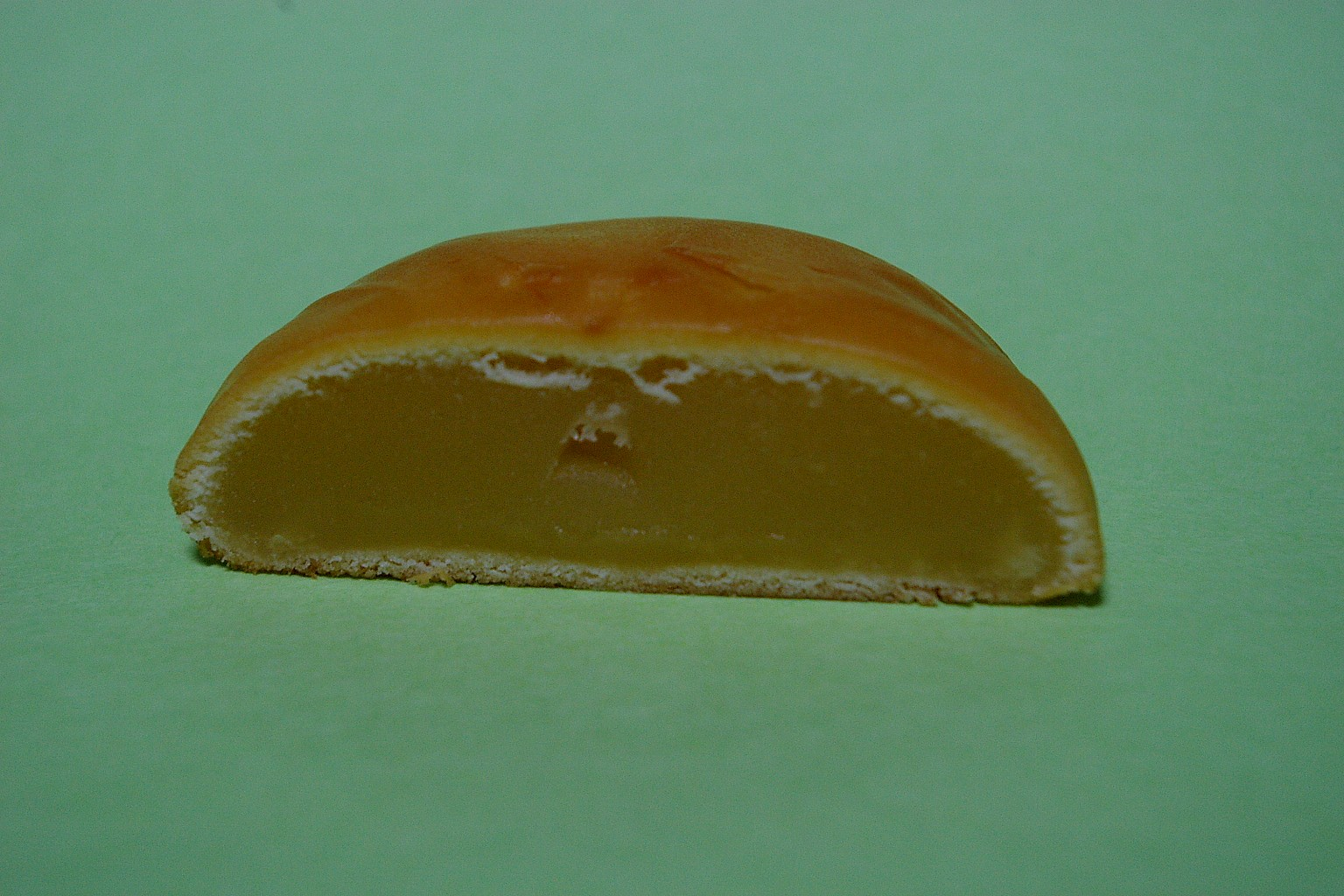
切断面

博多通りもん（はかたとおりもん）は、福岡県福岡市博多区に所在する株式会社明月堂が製造している土産菓子である。
1993年（平成5年）から販売されており、2019年時点では年間に6400万個が生産されている。福岡、博多の土産品として、お取り寄せのスイーツとして人気が高い。

## 名称の由来
博多名物の祭りとして博多どんたくが知られる。どんたくの祭り衣装を着て、三味線を弾いたり、笛や太鼓を鳴らして練り歩く人たちを博多弁で「通りもん」と呼ぶところから名づけられた。

## 特徴
白餡を小麦粉の皮で包んだ饅頭であるが、生クリームやバターを使用しているため洋菓子の味わいも併せ持つ。

### 販売特徴
博多通りもんは福岡空港での商品取り扱いが大ヒットの要因であるが、そのための工夫も行われている。
- 通常の売店では置きづらいなどの理由で敬遠される正方形の箱をあえて採用[3]。
- 目立つ黄色の包装紙[3]。
- 商品名の由来ともなった博多どんたくの町人行列「通りもん」をイメージしたデザイン[3]。
- 空港でのキャッチコピー「キャリーケースの隙間に博多通りもんはいかがですか?」[4]。
- 重さ一覧表の掲示[4]。
  - 格安航空会社では手荷物受託に7キログラムの制限が設けられているため、購入を検討する客から製品壱重量の質問を受けることが増えたことを受けての対応[4]。

キャッチコピーや重さ一覧表などは目撃した人がSNSで公開することで話題となっている。

## CM
CMキャラクターには、福岡市を舞台にした漫画『博多っ子純情』の作者である、福岡市出身の漫画家・長谷川法世が、漫画キャラクターとともに出演している。
それまで福岡県ローカルのテレビCMが放映されたことはあったが、2020年6月13日に初となる全国テレビCMがテレビ朝日系のテレビドラマ『M 愛すべき人がいて』の途中で「櫛田神社・好いとう」編、「ご挨拶に通りもん」篇が放映された。

## 賞歴
モンドセレクション金賞を22年連続受賞している（2022年時点）。特に2007年以降は最高ランクである特別金賞を連続で受賞している。
2018年の年間売り上げ（約75億9126万円）が「最も売れている製菓あんこ饅頭ブランド」として、2019年6月にギネス世界記録に認定された。製菓あんこ饅頭ブランドのギネス認定は世界初の事例となる。

## その他
テレビドラマ『M 愛すべき人がいて』で田中みな実が演じる姫野礼香の右目の眼帯が「通りもん」に似ているとSNSを中心に話題となったことから、第4話と最終話は販売元の明月堂が番組スポンサーになり、上述のCMが放送された。また、コロナ禍の影響で放送を休止していたドラマが第4話から放送再開することをアナウンスする記者会見に明月堂は「『通りもん眼帯』のおかげで、博多通りもんの売上が上がりました。ありがとうございます」とコメントを寄せ、会見に出席していた田中が販売元の明月堂から「通りもん」の差し入れがあったことを明かしている。